# Nevera del Pinar del Retor
La nevera del Pinar del Retor, en el municipio de Ahín, es un Nevero artificial catalogado como Bien de Relevancia Local (Espacio etnológico de interés local), con según la Disposición Adicional Quinta de la Ley 5/2007, de 9 de febrero, de la Generalitat, de modificación de la Ley 4/1998, de 11 de junio, del Patrimonio Cultural Valenciano (DOCV Núm. 5.449 / 13/02/2007), con código de identificación: 12.06.002-007, y tipología: Edificios industriales y preindustriales, pozos de nieve.
El nevero se encuentra en el inicio de un pequeño barranco, situado el paraje conocido como “Coll de Barres”. Para acceder a él hay que salir del pueblo y dirigirse, por la pista del Corralet dirección Eslida. También puede accederse a la nevera por el barranco de la Caridad, pasando por el corral de “l'horteta” y el barranco de “l'horteta” a la “Ereta”, y por la fuente de la Ereta al “coll de Mosquera”. Desde ese punto se llega al conocido como “Pinar del Retor”, que es donde puede verse el nevero artificial.
El estado de conservación es regular ya que con el paso del tiempo se han producido desprendimientos en sus paredes y la vegetación ha ido invadiendo el lugar. La nevera es un cilindro de seis metros de profundidad y ocho metros de diámetro, que tiene una capacidad de unos 300 metros cúbicos.